# Stephen (Minnesota)
Stephen és una població dels Estats Units a l'estat de Minnesota. Segons el cens del 2000 tenia 708 habitants.

## Demografia
Segons el cens del 2000, Stephen tenia 708 habitants, 292 habitatges, i 188 famílies. La densitat de població era de 333,4 habitants per km².
Dels 292 habitatges en un 28,4% hi vivien nens de menys de 18 anys, en un 56,5% hi vivien parelles casades, en un 4,5% dones solteres, i en un 35,3% no eren unitats familiars. En el 33,2% dels habitatges hi vivien persones soles el 22,6% de les quals corresponia a persones de 65 anys o més que vivien soles. El nombre mitjà de persones vivint en cada habitatge era de 2,42 i el nombre mitjà de persones que vivien en cada família era de 3,13.
Per edats la població es repartia de la següent manera: un 26% tenia menys de 18 anys, un 7,1% entre 18 i 24, un 20,6% entre 25 i 44, un 23,7% de 45 a 60 i un 22,6% 65 anys o més.
L'edat mediana era de 43 anys. Per cada 100 dones de 18 o més anys hi havia 95,5 homes.
La renda mediana per habitatge era de 33.207 $ i la renda mediana per família de 42.969 $. Els homes tenien una renda mediana de 31.103 $ mentre que les dones 21.667 $. La renda per capita de la població era de 17.152 $. Entorn del 3,3% de les famílies i el 6,2% de la població estaven per davall del llindar de pobresa.

## Poblacions més properes
El següent diagrama mostra les poblacions més properes.